# 薄叶荠苨
薄叶荠苨（学名：Adenophora remotiflora）为桔梗科沙参属下的一个种。

## 扩展阅读
- 維基物種上的相關：薄叶荠苨